# نوک‌شاخ سامار
 نوک‌شاخ سامار (نام علمی: Penelopides samarensis) نام یک گونه از تیره نوک‌شاخ است.